# Erythrina verna
Erythrina verna,  mongoleiro, mulungu, flor de coral,   es una especie botánico boliviana y brasileña,  árbol ornamental, maderable,  y medicinal, nativa de Bolivia, y del Cerrado y de Caatinga en Brasil.

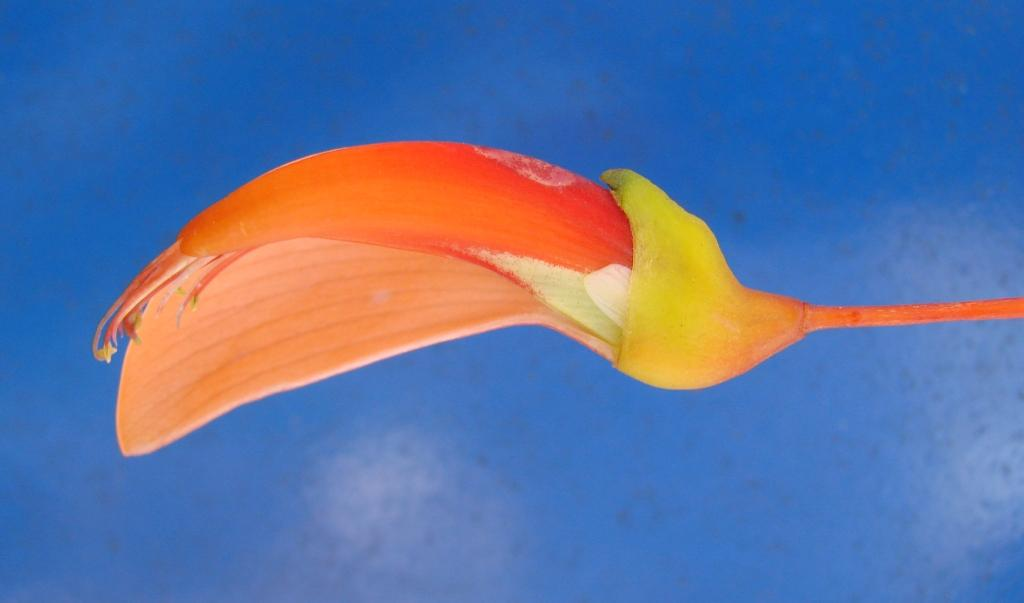
Detalle de la flor

## Toxicidad
Las partes aéreas de las especies del género Erythrina pueden contener alcaloides, tales como la eritralina y la erisodina, cuya ingestión puede suponer un riesgo para la salud.

## Propiedades
Estudios muestran sus efectos sedante, y propiedades ansiolítico y anticonvulsivo.

## Taxonomía
Erythrina verna fue descrita por José Mariano da Conceição Vellozo y publicado en Florae Fluminensis 304; 7: pl. 102. 1825.
Etimología
Erythrina: nombre genérico que proviene del griego ερυθρóς (erythros) = "rojo", en referencia al color rojo intenso de las flores de algunas especies representativas.
verna: epíteto latino que significa "de primavera".
Sinonimia
- Corallodendron mulungu (Mart.) Kuntze
- Erythrina flammea Herzog
- Erythrina mulungu Benth.[10]